# Hypsobarometer
Ein Hypsobarometer oder auch Siedebarometer ist ein Instrument zur Höhenmessung, das sich die Abhängigkeit des Siedepunktes einer Flüssigkeit vom Luftdruck zunutze macht, welches in der Zeit im 19. und frühen 20. Jahrhundert auf Expeditionen zur Höhenbestimmung verwendet wurde.
Gabriel Daniel Fahrenheit beschrieb es 1724 in Abhandlungen über Thermometrie für die Philosophical Transactions der Royal Society in London. Unabhängig davon wurde dieser Zusammenhang auch von Robert Boyle entdeckt.

## Funktionsweise
Die Siedetemperatur einer Flüssigkeit ist abhängig vom Luftdruck. Bildlich gesprochen erschwert ein höherer Luftdruck den Übergang eines Teilchens aus der flüssigen in die gasförmige Phase, d. h. bei höherem Druck siedet die Flüssigkeit bei höheren Temperaturen, bei niedrigerem Druck dementsprechend bei niedrigeren Temperaturen. Die Temperatur am Siedepunkt wird auf dem Hypsobarometer abgelesen und daraus der Luftdruck berechnet. Bei bekanntem Bodendruck kann aus der Siedetemperatur die Meereshöhe bestimmt werden. Bei Normaldruck siedet Wasser auf Meereshöhe bei 100 °C.
| Luftdruck (hPa) | Temperatur des Wasserdampfes (°C) |
| --------------- | --------------------------------- |
| 960             | 98,49                             |
| 980             | 99,07                             |
| 1000            | 99,63                             |
| 1020            | 100,18                            |
| 1040            | 100,73                            |

Der Gleichgewichtszustand zwischen flüssigem und gasförmigem Wasser wird mit guter Näherung mit der Clausius-Clapeyron-Gleichung beschrieben.
Begrenzt wird dieses Messprinzip durch die geringe Abnahme der Temperatur des Siedepunktes pro hPa um nur 0,049 K. D.h. die Skala der Temperaturablesung muss sehr hochauflösend sein (0,01 °C bis 0,02 °C). Allerdings ist ein Bereich von 95–105 °C ausreichend.

## Nachweise
1. ↑  Klemm, Friedrich: Fahrenheit, Daniel Gabriel. In: Neue Deutsche Biographie 4. 1959, S. 746, abgerufen am 9. November 2019.
2. ↑  Löffler, Hans: Meteorologische Bodenmesstechnik (vormals: Instrumentenkunde). In: Deutschen Wetterdienst (Hrsg.): Leitfaden für die Ausbildung im Deutschen Wetterdienst Nr. 6. 3. Auflage. Selbstverlag des Deutschen Wetterdienstes, 2012, ISBN 978-3-88148-456-5, ISSN 0459-0236, MESSUNG METEOROLOGISCHER ELEMENTE, S. 28.
3. ↑  JVo: Lexikon der Geographie. In: Spektrum.de. Abgerufen am 9. November 2019.